# Soziedad Alkoholika
Soziedad Alkohólika, abreviado a menudo como S.A., es una banda de crossover thrash fundada en Vitoria, País Vasco (España). Su estilo musical es definido normalmente como thrash metal y hardcore punk, y viene de la oleada de bandas vascas que cambiaron su sonido punk hacia un sonido más pesado. En sus letras, suelen criticar con dureza el militarismo, fascismo, racismo y xenofobia, entre otros asuntos.

## Historia
Soziedad Alkohólika nace en 1988 en Vitoria, con Juan como vocalista, Jimmy (ex-Hipólito y los Cafres) y Óskar en las guitarras, Roberto (ex-Ley Seca) en la batería e Iñaki en el bajo. En un principio, deciden llamarse «Amonal», nombre que tuvo que cambiarse al coincidir con el de otra banda. En 1990, Óskar deja el grupo y se incorpora Pedro, que en 1997 dejó el grupo, siendo sustituido por Jabi (ex-Beer Mosh), para centrarse exclusivamente en la discográfica Mil a Gritos Records, creada por la propia banda. Unos años después, este sería sustituido por Íñigo. A finales de 1996, Pirulo (Vitu's Dance) sustituye a Iñaki al bajo.
Su disco Ratas, de 1995, fue Disco de Oro (más de 50 000 copias vendidas en España). A lo largo de su carrera, han vendido en España más de 350 000 discos.
En diciembre de 2006, editan el DVD titulado ¡Corrosiva! manteniéndose varias semanas entre los más vendidos de España llegando a ocupar el segundo puesto en la lista oficial de ventas Promusicae.
Casi cinco años después de la publicación del anterior trabajo de estudio, a finales de 2007 la banda comienza a grabar un nuevo álbum. Así, el 21 de abril de 2008 publicaron un nuevo trabajo llamado Mala sangre, grabado en los estudios Uno de Madrid durante los meses de octubre y noviembre de 2007 y mezclado por Tue Madsen durante las primeras semanas de febrero en Dinamarca. El grupo cambió de discográfica, siendo fichados por el sello internacional Roadrunner Records. En este trabajo aparecen dos colaboraciones: una de João Gordo, cantante del grupo brasileño de hardcore punk Ratos de Porão (en la canción «Dios vs. Alá») y otra del grupo zaragozano de rap Violadores del Verso (en la canción «Política del miedo (rap solo remix)»).
En agosto de 2009 se anuncia que el guitarrista Javi, tras doce años a cargo de la guitarra, abandona la formación para centrarse en otros trabajos (Clockwork, junto con KOP e Idi Bihotz). Tras la marcha de este componente, los cuatro miembros restantes de la banda comenzaron a regrabar el álbum debut del grupo.
En noviembre de 2009 publicaron un nuevo álbum de nuevo a cargo de Roadrunner Records, llamado "Sesión #2". Se trata de una regrabación y masterización del primer disco de la banda de título homónimo, el conocido como "Negro". Fichan de nuevo a Tue Madsen para realizar la producción y posterior mezcla de este nuevo álbum.
Este nuevo trabajo se caracteriza por su dureza y su fuerza en comparación al anteriormente conocido como "Negro". Poco antes de la salida de este trabajo, a finales de 2009 se incorpora el guitarrista Iñigo como nuevo componente del grupo, en sustitución de Javi, que abandonó la formación en agosto.
El 29 de noviembre de 2011 el grupo saca a la venta un nuevo disco llamado "Cadenas de odio", el cual fue grabado durante el verano de 2011. La producción y masterización del mismo corre de nuevo a cargo de Tue Madsen. Cuenta con la colaboración de Carlos (Non Servium) así como la de grupos como The Eyes, Crisix y Moksha en los coros de ciertos temas.
Se centra en la temática del odio, la decadencia de la sociedad, la corrupción, política, monarquía...
Este último trabajo los lleva de nuevo a la autoproducción del mismo, abandonando de esta manera la conocida discográfica Roadrunner Records. Para ello, crean la marca "Noise" bajo la cual lo editan, y dejan las labores de distribución a BOA (compañía con la que ya trabajaron hace años para la distribución de sus trabajos).
A finales de 2012, Roberto el batería, deja de tocar con la banda para recuperarse de una lesión en el hombro. Tras someterse a diferentes tratamientos, y viendo que su mejoría conllevará más tiempo del esperado, en agosto de 2014 toma la decisión de dejar definitivamente Soziedad Alkohólika. Por ello, el batería Alfred Berengena entra a formar parte del grupo como sustituto temporal, y tras la salida de Roberto pasa a convertirse en el batería oficial de la banda.
En 2017 sacan un nuevo álbum, lo componen 13 nuevos temas grabados en Gardelegi Studios, Your Sound Recording Studio y Antfarm Studio, fue mezclado y masterizado por Tue Madsen, encargándose de la producción Jimmy SA. El diseño ha corrido a cargo de Kike Núñez y Maldito Records, el sello responsable de su publicación. En esta ocasión han contado con la colaboración de Barney (Napalm Death) en “Policías en acción”. Roberto SA, Odei y Magu (Arkada Social) les ayudaron con los coros de las canciones

## Discografía
| Año  | Nombre                                                                                           | Discográfica         | Formato                | Detalles |
| ---- | ------------------------------------------------------------------------------------------------ | -------------------- | ---------------------- | --- |
| 1990 | Intoxikazión etílika                                                                             | Vórtice              | Maqueta; CD/LP/Casete  | Reeditada más tarde por DDT en casete. En 1995 reeditado por Mil A Gritos en CD. En 2013 reeditado por Potencial Hardcore en LP. |
| 1991 | Soziedad alkohólika                                                                              | Overdrive            | CD/LP/Casete           | |
| 1992 | Feliz falsedad                                                                                   | Overdrive            | MAXI                   | Dedicado al "consumo en que vivimos y a la hipocresía que se vive en esas fechas". |
| 1993 | Y ese que tanto habla, está totalmente hueco, ya sabéis que el cántaro vacío es el que más suena | Oihuka               | CD/LP/Casete           | |
| 1995 | Ratas                                                                                            | Mil A Gritos Records | CD/LP/Casete           | Primer disco que editaron con su propio sello, Mil A Gritos Records. |
| 1996 | Diversiones...?                                                                                  | Mil A Gritos Records | CD/LP/Casete           | Todas las canciones son versiones de otros grupos. |
| 1997 | ¡No intente hacer esto en su casa!                                                               | Mil A Gritos Records | CD/Casete              | |
| 1999 | Directo                                                                                          | Mil A Gritos Records | CD/Casete              | Primer disco grabado con el guitarrista Jabi. La canción Ariel ultra está dedicada a Aitor Zabaleta, asesinado unos días antes tras un partido de fútbol entre el Atlético de Madrid y la Real Sociedad de Fútbol en Madrid. Incluye dos canciones inéditas: Va bien y Cervezas y porros. |
| 2000 | Polvo en los ojos                                                                                | Mil A Gritos Records | CD/Casete              | Último disco editado con el sello discográfico independiente Mil A Gritos Records. |
| 2003 | Tiempos oscuros                                                                                  | Locomotive           | CD                     | |
| 2008 | Mala Sangre                                                                                      | Roadrunner Records   | CD & LP                | Primer disco que editaron con la discográfica Roadrunner Records. |
| 2009 | Sesión#2                                                                                         | Roadrunner Records   | CD & LP                | En este disco volvieron a grabar las canciones de su disco debut, conocido como "disco negro". En él se incluyen además tres canciones inéditas de su primera maqueta "Intoxikazion Etilika"                                                                                              |
| 2011 | Cadenas de odio                                                                                  | BOA Music            | CD & LP                | Publicado el 29 de noviembre de 2011. |
| 2013 | Caucho Ardiendo                                                                                  | Noise                | Digital                | EP de 4 canciones distribuido en formato digital. |
| 2017 | Sistema Antisocial                                                                               | Maldito Records      | CD & LP                | Publicado el 3 de marzo de 2017 |
| 2024 | Confrontación                                                                                    | Maldito Records      | Vinilo + CD y Digipack | Publicado el 10 de mayo de 2024 |

### Vídeos y DVD
| Año  | Nombre                                                           | Discográfica    | Formato          | Otra información |
| ---- | ---------------------------------------------------------------- | --------------- | ---------------- | --- |
| 1994 | Kontzertua Gaztetxean                                            | DDT             | VHS              | Dedicado a los gaztetxes, Gazte asanbladas, fanzines y radios libres.                                                          |
| 2006 | Corrosiva!                                                       | Locomotive      | DVD/CD           | DVD de oro (50.000 copias vendidas)                                                                                            |
| 2010 | Violadores del Verso y Soziedad Alkoholika en una noche Hardcore | RAP SOLO        | DVD              | DVD de 4 canciones interpretadas conjuntamente por Soziedad Alkoholika y Violadores del Verso. Grabado en directo en Zaragoza. |
| 2019 | En Bruto XIX (Directo)                                           | Maldito Records | CD & DVD Directo | Publicado el 4 de abril de 2019                                                                                                |
| 2022 | Directo en Mendizorrotza                                         | Maldito Records | CD & DVD Directo | Publicado en marzo de 2022 |

### Libros
| Año  | Nombre                                               | Editorial | Formato | Otra información                                                           |
| ---- | ---------------------------------------------------- | --------- | ------- | -------------------------------------------------------------------------- |
| 2014 | Soziedad Alkoholika Partituras de Guitarra y Batería | Noise     | Libro   | 16 Partituras de guitarra (solfeo y tablatura) y 16 partituras de batería. |

### Colaboraciones
2017
- Dando brea (con SHO-HAI)

2019
- Esto no para (con Kase.O)

## Miembros
| La formación actual de la banda es la siguiente: - Juan - voz (1988–presente) - Jimmy - guitarra (1988–presente) - Iñigo - guitarra (2009–presente) - Pirulo - bajo (1996–presente) - Mikel - batería (2024–presente) | - Oskar - guitarra (1988–1990) - Pedro - guitarra (1990–1997) - Javi - guitarra (1998–2009) - Iñaki - bajo (1988–1996) - Roberto - batería (1988–2014) - Alfred - batería (2014–2024) |

## Curiosidades
- Álex de la Iglesia en su libro titulado Payasos en la lavadora y publicado en 1997 narra como sus protagonistas acuden a un concierto de Soziedad Alkoholika que se realizó durante la semana grande de Bilbao y les ocurren diferentes desventuras[4][5]

"Al fondo, a lo lejos, vislumbro algo que se parece a un escenario, iluminado con focos de diferentes colores. No podemos acercarnos más; la masa de gente es compacta, sin fisuras; miles de personas formando una especie de queso inmenso. Apocalipsis me asegura que los intérpretes son un grupo excelente. Se llaman Soziedad Alkoholika." (pag. 54)

- El título de la primera canción de su primer trabajo S.H.A.K.T.A.L.E. (Siempre Hay Alguien Ke Te Amarga La Existencia) ha sido tatuada por cientos de personas así como el característico logotipo de la banda.[6][7]
- El álbum lanzado en 2017 Sistema Antisocial es lanzado el 3 de marzo, como los Sucesos de Vitoria un 3 de marzo de 1976 en Vitoria. Y lo recuerdan en su canción no olvidamos, 3 de Marzo.

## Polémicas

### Enfrentamiento con la AVT
En el año 2002, comienza la presión de la AVT y de algunos partidos políticos, como el Partido Popular, consiguiendo que múltiples conciertos del grupo fueran cancelados; El Corte Inglés llegó a retirar temporalmente los discos que tenía a la venta del grupo.
En mayo de 2004 la Asociación Víctimas del Terrorismo (AVT) presentó una denuncia contra el grupo por supuesto enaltecimiento del terrorismo de ETA en canciones como «Explota Zerdo»y «Síndrome del Norte». En septiembre de ese mismo año el juez Baltasar Garzón archivó las diligencias abiertas. En febrero de 2005 rechazó un nuevo recurso contra el grupo y acordó el sobreseimiento libre y el consecuente archivo de las actuaciones abiertas contra Soziedad Alkoholika. Sin embargo, la AVT presentó otro recurso que fue estimado por la Audiencia Nacional en diciembre de 2005 y en enero de 2006 el juez Fernando Grande-Marlaska ordenó que se continuara la tramitación de la causa. Marlaska también archivó el caso pero su decisión fue revocada por la Sala de lo Penal.
El grupo ha asegurado en numerosas ocasiones antes y durante esta polémica que nunca ha apoyado a ETA y que la AVT malinterpreta las letras de sus canciones.
En la rueda de prensa de la presentación de «Tiempos oscuros» denunciaron lo que consideraron como una «presión injusta» a la que estarían siendo sometidos: 

Ratificamos todo lo que hemos escrito y cantado porque no es delito tenerle pocas simpatías a la policía, estar en contra de todos los militarismos, contra la xenofobia y el racismo, así como a favor del derecho de autodeterminación.
Nuestras letras son duras porque la sociedad en que vivimos es dura.

El periodista Luis del Olmo pidió disculpas públicamente en su programa de radio por sus falsas acusaciones contra Soziedad Alkoholika.
Después de que el juez Garzón procedió al sobreseimiento de las diligencias abiertas contra el grupo, por supuesto enaltecimiento del terrorismo y archivó las mismas, el periodista Luis del Olmo pidió disculpas públicamente «por las molestias».
En noviembre de 2006 fueron juzgados y finalmente absueltos del delito de enaltecimiento del terrorismo.

### Acusaciones de antisemitismo
Nos vimos en Berlín es una canción perteneciente a su álbum de 1990 Intoxikazión etílika, y cuyo mensaje es definido por el grupo como «dirigido exclusivamente a los opresores del pueblo palestino»; sin embargo, esta canción fue calificada como una «polémica pieza antisionista» por el periódico en línea catalán VilaWeb, y como antisemita desde diversos medios de comunicación.
La letra de esta canción crea literariamente un hipotético encuentro con un judío víctima del Holocausto al cual se le reprocha la situación actual del conflicto palestino-israelí, acusándolo de estar repitiendo con los palestinos las atrocidades que le hicieron los nazis y terminando con el grito de «judío cabrón!». Este polémico final fue sustituido por el de «jodido cabrón» en la nueva reedición de la canción para el disco Sesión#2 (Roadrunner Records), tras lo cual Soziedad Alkoholika reconoció su "ignorancia" al escribir la versión original de la canción, declarando que esta va dirigida contra el sionismo y no contra el judaísmo.